# منطقة سعفان سونغ
منطقة سعفان سونغ (بالإنجليزية: Saphan Sung District)‏ هي منطقة من مناطق بانكوك. يبلغ عدد سكانها 91358 نسمة وذلك حسب إحصائيات سنة 2013. تبلغ مساحتها 28.124 كم².

الموقع في بانكوك